# Bobylewka (obwód kurski)
Bobylewka (ros. Бобылевка) – wieś (ros. деревня, trb. dieriewnia) w zachodniej Rosji, w sielsowiecie pietrowskim rejonu chomutowskiego w obwodzie kurskim.

## Geografia
Miejscowość położona jest nad rzeką Suchaja Amońka, 8 km od centrum administracyjnego sielsowietu pietrowskiego (Pody), 22,5 km od centrum administracyjnego rejonu (Chomutowka), 94,5 km od Kurska.
W granicach miejscowości znajduje się ulica Zariecznaja (36 posesji).

## Demografia
W 2010 r. miejscowość zamieszkiwało 56 osób.